# Cansu (virus máy tính)
Cansu là virus máy tính nhiễm boot sector. Virus được tìm thấy ở Canada vào tháng 9 năm 1992 và nó nguồn gốc từ Thổ Nhĩ Kỳ. Khi lây nhiễm, virus tự cài chính nó vào bộ nhớ hệ thống dưới 640K DOS. Virus sử dụng ngắt 13.